# 新疆南芥
新疆南芥（学名：Arabis borealis）为十字花科南芥属下的一个种。

## 扩展阅读
維基物種上的相關：新疆南芥